# Waiting (Green Day)
Waiting è un brano del gruppo musicale punk rock statunitense dei Green Day. Fu estratto come singolo dal sesto album studio della band, Warning e venne pubblicato nel 2001 dalla casa discografica Reprise Records.

## Tracce
Promo
1. Waiting 3:14

CD
1. Waiting
2. Macy's Day Parade (live)
3. Basket Case (live)
4. Video musicale di Waiting

GER CD
1. Waiting (3:13)
2. She (live in Giappone) (2:32)
3. F.O.D. (live in Giappone) (3:07)

7"
- Side A

1. Waiting

- Side B

1. Maria (versione originale)

## Formazione
- Billie Joe Armstrong - voce principale e chitarra
- Mike Dirnt - basso e voce
- Tré Cool - batteria e voce

## Classifiche
| Classifica (2001)         | Posizione massima |
| ------------------------- | ----------------- |
| Regno Unito               | 34                |
| Stati Uniti (alternative) | 26                |